# Seamus Dever
Seamus Patrick Dever (Flint, Míchigan; 27 de julio de 1976) es un actor estadounidense de cine y televisión.

## Biografía
Seamus Dever se crio en Bullhead City, Arizona. Se graduó como mejor alumno de su clase de secundaria, completó sus estudios en la Universidad del Norte de Arizona y tiene un MFA en Actuación del Teatro de Arte de Moscú y de la Universidad Carnegie Mellon.
Es más conocido por su interpretación del detective Kevin Ryan en la serie Castle, de la cadena ABC.

## Filmografía

### Cine
| Año  | Título                     | Rol            | Notas                        |
| ---- | -------------------------- | -------------- | ---------------------------- |
| 2001 | Shooting LA                | Colin          |                              |
| 2002 | Monkey Love                | Aaron Miles    | Acreditado como Séamus Dever |
| 2002 | Outside the Law            | Rick Michell   |                              |
| 2006 | Hollywoodland              | Phillip        |                              |
| 2008 | Affairs in Order           | Cyrus          |                              |
| 2008 | The Essence of Depp        | Dylan          |                              |
| 2009 | Ready or Not               | Marc           |                              |
| 2014 | Sequestered                | Obama          | Cortometraje                 |
| 2017 | Mindgame                   | Ray            | Cortometraje                 |
| 2018 | The Extraordinary Farewell | H. Henry Locke |                              |

### Televisión
| Año       | Título                                  | Rol                    | Notas |
| --------- | --------------------------------------- | ---------------------- | --- |
| 1999      | Pensacola: Wings of Gold                | Lewis                  | 1 episodio: "Behind Enemy Lines"                                                                                          |
| 2001      | She's No Angel                          | Cricket                | Película para televisión                                                                                                  |
| 2001      | Undressed                               | Randy                  | 1 episodio: "Episodio #4.1"                                                                                               |
| 2001      | Crossing Jordan                         | Tom Murch              | 1 episodio: "Believers"                                                                                                   |
| 2003      | Without a Trace                         | Ronald Phelps          | 1 episodio: "Moving On"                                                                                                   |
| 2004      | Cold Case                               | Hank Dempsey           | 1 episodio: "The House"                                                                                                   |
| 2005      | Mystery Woman: Snapshot                 | Billy                  | Película para televisión                                                                                                  |
| 2005      | JAG                                     | Caden Duran            | 1 episodio: "San Diego"                                                                                                   |
| 2005      | Charmed                                 | Mitchell Haines        | 1 episodio: "Freaky Phoebe"                                                                                               |
| 2005      | McBride: The Doctor Is Out...Really Out | Allan                  | Película para televisión                                                                                                  |
| 2005      | Threshold                               | Agent Detoro           | 2 episodios: "Trees Made of Glass: Part 2", "Blood of the Children"                                                       |
| 2005      | CSI: Crime Scene Investigation          | Adam Gilford           | 1 episodio: "Bite Me" |
| 2006      | CSI: NY                                 | Charles Cooper         | 1 episodio: "Live or Let Die"                                                                                             |
| 2006      | NCIS                                    | Graham Thomas          | 1 episodio: "Singled Out"                                                                                                 |
| 2007      | Close to Home                           | Justin Matthews        | 1 episodio: "Making Amends"                                                                                               |
| 2007      | CSI: Miami                              | Paul Billings          | 1 episodio: "Kill Switch"                                                                                                 |
| 2008      | General Hospital                        | Dr. Ian Devlin         | 45 episodios |
| 2008      | Mad Men                                 | Chuck                  | 1 episodio: "For Those Who Think Young"                                                                                   |
| 2008      | Army Wives                              | Dr. Chris Ferlinghetti | 7 episodios |
| 2008      | Ghost Whisperer                         | Rich Henderson         | 1 episodio: "Save Our Souls"                                                                                              |
| 2008      | CSI: Crime Scene Investigation          | Drew Rich              | 1 episodio: "Young Man with a Horn"                                                                                       |
| 2009      | Drop Dead Diva                          | Tyler Mack             | 1 episodio: "The Dress"                                                                                                   |
| 2009-2016 | Castle                                  | Detective Kevin Ryan   | - Elenco principal - 173 episodios - Nominado—People's Choice Award for Favorite TV Bromance (compartido con Jon Huertas) |
| 2010      | Dark Blue                               | Nick Perry             | 2 episodios: "Dead Flowers", "Personal Effects"                                                                           |
| 2012      | Chelsea Lately                          | Kevin Ryan en 'Castle' | 1 episodio: "Episodio #6.187" (Él mismo interpretando su personaje de Castle)                                             |
| 2018      | Legión                                  | Don Eichman            | 1 episodio |
| 2018      | MacGyver                                | Griggs                 | 1 episodio |
| 2018-2019 | Titans                                  | Trigon                 | 12 episodios |
| 2019      | The Rookie                              | Chaz Bachman           | 1 episodio: "The Bet" |
| 2020      | NCIS: Los Ángeles                       | Alexi Gonchgarov       | 1 episodio: "Russia, Russia, Russia"                                                                                      |
| 2024      | Tracker (serie de televisión)           | Max Miller             | 1 episodio: "Man's Best Friend"                                                                                           |

### Videojuegos
| Año  | Título                              | Rol                            |
| ---- | ----------------------------------- | ------------------------------ |
| 2002 | Soldier of Fortune II: Double Helix | Voces adicionales (rol de voz) |
| 2018 | Far Cry 5                           | John Seed                      |
| 2025 | Call of Duty: Black Ops 6           | Felix Neumann                  |